# Presidentsverkiezingen in Mali (1992)
| Stemverhoudingen in % |
| --------------------- |
|                       |

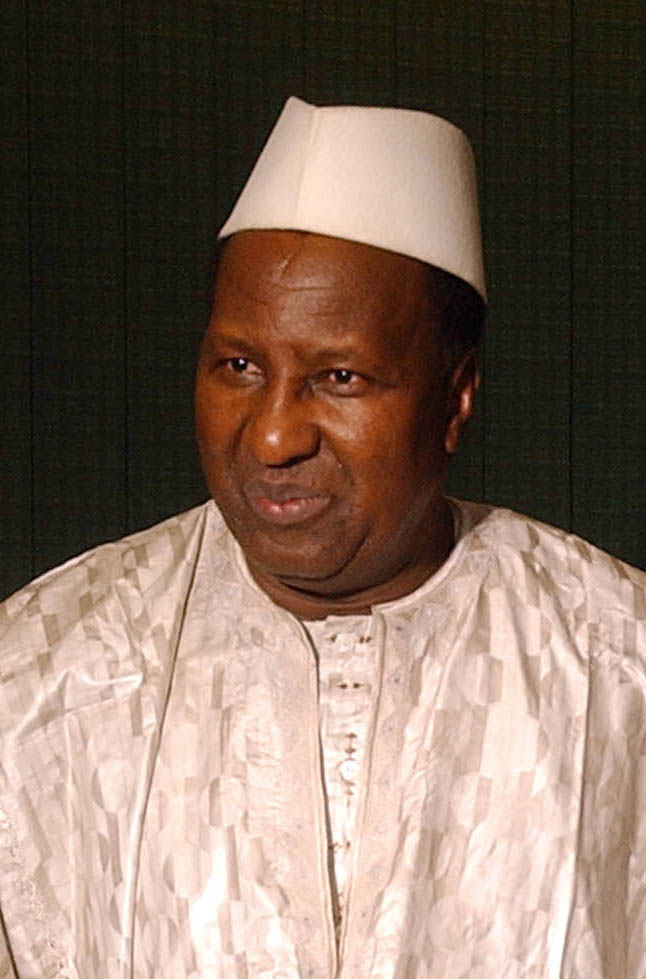
Alpha Oumar Konaré werd met 69% van de stemmen tot president gekozen

De Presidentsverkiezingen in Mali van 1992 werden op 12 april (eerste ronde) en 26 april (tweede ronde) gehouden. Bij de eerste ronde slaagde geen van de kandidaten erin om een meerderheid van stemmen te verkrijgen. De twee kandidaten met de meeste stemmen, Alpha Oumar Konaré (ADEMA) en Tiéoulé Mamadou Konaté (US-RDA) plaatsen zich voor de beslissende tweede ronde die werd gewonnen door Konaré met 69% van de stemmen. De opkomst was met 23,6% bijzonder laag.

## Uitslag

### Presidentsverkiezingen
| Kandidaat                         | Kandidaat                         | Partij                                                 | Stemmen (1e ronde) | % (1e ronde) | Stemmen (2e ronde) | % (2e ronde) |
| --------------------------------- | --------------------------------- | ------------------------------------------------------ | ------------------ | ------------ | ------------------ | ------------ |
|                                   | Alpha Oumar Konaré                | Alliance pour la démocratie au Mali                    | 493.973            | 45,00        | 655.555            | 69,00        |
|                                   | Tiéoulé Mamadou Konaté            | Union soudanaise - Rassemblement démocratique africain | 159.169            | 14,50        | 294.524            | 31,00        |
| Overige kandidaten                | Overige kandidaten                | Overige kandidaten                                     | 444.578            | 40,50        |                    |              |
| Totaal                            | Totaal                            | Totaal                                                 | 1.097.717          | 100,00       | 950.079            | 100,00       |
|                                   |                                   |                                                        |                    |              |                    |              |
| Geldige stemmen                   | Geldige stemmen                   | Geldige stemmen                                        | 1.097.717          | 97,30        | 950.079            | 98,00        |
| Ongeldige stemmen/ blanco stemmen | Ongeldige stemmen/ blanco stemmen | Ongeldige stemmen/ blanco stemmen                      | 30.461             | 2,70         | 19.389             | 2,00         |
| Totaal aantal stemmen             | Totaal aantal stemmen             | Totaal aantal stemmen                                  | 1.128.178          | 100,00       | 969.468            | 100,00       |
| Geregistreerde kiezers/ Opkomst   | Geregistreerde kiezers/ Opkomst   | Geregistreerde kiezers/ Opkomst                        | 4.780.416          | 23,60        | 4.780.416          | 20,28        |
| Bron: AED, Nohlen et al, Haaren   |                                   |                                                        |                    |              |                    |              |